# .gm
.gmは国別コードトップレベルドメイン（ccTLD）の一つで、ガンビアに割り当てられている。